# Корр, Андреа
Андреа Джейн Корр (англ. Andrea Jane Corr; 17 мая 1974, Дандолк) — ирландская исполнительница, автор песен и актриса. Андреа дебютировала в 1990 году в качестве вокалистки кельтской фолк-рок и поп-рок группы The Corrs вместе со своими сёстрами Кэролайн, Шэрон и братом Джимом.
Корр играет на вистле и на фортепиано.
Совместно с другими Корр выпустила пять студийных альбомов, два сборника, один ремикс альбом и два концертных альбомов. Группа The Corrs до 2015 года была не активна: Шэрон, Джим и Кэролайн воспитывали своих детей, а Андреа занялась сольной карьерой, выпустив свой дебютный альбом Ten Feet High в 2007 году.  В 2015 году выходит новый альбом White Light, радушно принятый публикой критиками. В 2017 выходит альбом Jupiter Calling с более глубоким звучанием для вдумчивого прослушивания.

## Личная жизнь
С 21 августа 2009 года Андреа замужем за финансистом Бреттом Десмондом (род.1977), с которым она встречалась 2 года до их свадьбы. У супругов есть двое детей — дочь Джин Десмонд (род.28.04.2012) и сын Бретт Десмонд-младший (род.04.01.2014).

## Дискография

### Студийные альбомы
| Год  | Альбом                                                                                         | Максимальная позиция | Максимальная позиция | Максимальная позиция | Максимальная позиция | Максимальная позиция | Максимальная позиция | Максимальная позиция | Максимальная позиция |    |
| Год  | Альбом                                                                                         | IRE                  | AUS                  | FRA                  | GER                  | NDL                  | SPA                  | SWI                  | UK                   |    |
| ---- | ---------------------------------------------------------------------------------------------- | -------------------- | -------------------- | -------------------- | -------------------- | -------------------- | -------------------- | -------------------- | -------------------- | -- |
| 2007 | Ten Feet High - Релиз: 22 июня 2007 - Лейбл: Atlantic - Форматы: CD, цифровая дистрибуция      | 24                   | 98                   | 128                  | 86                   | 84                   | 9                    | 42                   | 38                   |    |
| 2011 | Lifelines - Релиз: 29 May 2011 - Лейбл: AC Records - Форматы: CD, CD+DVD, цифровая дистрибуция | 40                   | 9                    | -                    | -                    | -                    | -                    | -                    | -                    | 48 |

### Синглы
| Год  | Сингл                                    | Максимальная позиция | Максимальная позиция | Максимальная позиция | Альбом        |
| Год  | Сингл                                    | IRE                  | SPA                  | UK                   | Альбом        |
| ---- | ---------------------------------------- | -------------------- | -------------------- | -------------------- | ------------- |
| 2007 | «Shame on You (to Keep My Love from Me)» | 43                   | 20                   | 108                  | Ten Feet High |
| 2007 | «Champagne from a Straw»                 | -                    | -                    | -                    | Ten Feet High |
| 2011 | «Tinseltown in the Rain»                 | -                    | -                    | -                    | Lifelines     |

## Фильмография
| Год  |   | Русское название                  | Оригинальное название      | Роль                   |
| ---- | - | --------------------------------- | -------------------------- | ---------------------- |
| 1991 | ф | Группа «Коммитментс»              | The Commitments            | Шэрон Рэббитт          |
| 1996 | ф | Эвита                             | Evita                      | Любовница Хуана Перона |
| 1998 | ф | Волшебный меч: В поисках Камелота | Quest for Camelot          | Кейли (озвучка)        |
| 2003 | ф | Ребята из графства Клэр           | The Boys from County Clare | Энн                    |
| 2005 | ф |                                   | The Bridge                 | Мэри                   |
| 2006 | ф |                                   | Broken Thread              | Лили                   |
| 2009 | ф |                                   | Pictures                   | Донна                  |

## Сценические роли
| Год  | Название                              | Роль     |
| ---- | ------------------------------------- | -------- |
| 2009 | Танцы на празднике Луга Театр Олд Вик | Кристина |
| 2010 | Джейн Эйр Театр Гейт                  | Джейн    |